# Комитет государственной безопасности Эстонской ССР
Комите́т госуда́рственной безопа́сности Эстонской ССР (КГБ Эстонской ССР, эст. Eesti NSV Riikliku Julgeoleku Komitee) — республиканский орган государственного управления в сфере обеспечения государственной безопасности, имевший статус комитета. Существовал в период с 1954 года по 1 декабря 1991 года. Работал в структуре аппарата союзного КГБ СССР.

## История КГБ ЭССР
Решением Бюро ЦК ЭКБ от 17 марта 1954 г. во исполнение Указа Президиума Верховного Совета СССР от 13 марта 1954 г., был образован «Комитет государственной безопасности при Совете Министров Эстонской ССР», который носил такое название до 1978 года.
Начиная с 1978 года и по 1991 год именовался «Комитет государственной безопасности Эстонской ССР».
Распоряжение о прекращении деятельности КГБ ЭССР было издано 26 августа 1991 года, а официально госорган был упразднён 1 декабря 1991 года.

## Задачи
Задачами КГБ Эстонской ССР являлись:
- обеспечение государственной безопасности Эстонской ССР и СССР;
- государственная безопасность Советского Союза и национальная безопасность СССР;
- осуществление контрразведывательной деятельности против иностранных разведывательных органов в защиту интересов Эстонской ССР и Советского Союза;
- проведение проверок лояльности и контрразведки советских воинских частей на территории Эстонской ССР;
- охрана и защита границ Эстонской ССР и СССР.

## Операции и деятельность
В начале 1950-х годов советская спецслужба усилила свою деятельность по направлениям разведки и контрразведки: проводились действия против эстонских беженцев в Швеции, а также разоблачались эстонцы, завербованные разведками США, Великобритании и Швеции. Если до второй половины 1950-х годов предпринимались усилия по поимке агентов, засылаемых в Эстонию морским или воздушным путём, то в дальнейшем работа в этой области велась в основном с использованием туристических каналов, официальных культурных и научных контактов и организаций прикрытия.
В 1960—1980-е годы КГБ в Эстонии занималась в основном преследованием и подавлением лиц, выступавших за независимость (в том числе зарубежом), а также в некоторых случаях лишала их свободы. Последние, более масштабные действия такого рода имели место в 1983 году, но слежка продолжалась вплоть до ликвидации ведомства.

## Руководство КГБ ЭССР

### Председатели
- Иван Карпов (27.03.1954 — 19.06.1961)[6];
- Август Порк (19.06.1961 — 15.06.1982)[7];
- Карл Кортелайнен (15.06.1982 — 17.03.1990)[8];
- Рейн Силлар (17.03.1990 — 04.09.1991)[9][10].

### 1-е заместители председателя
- Вениамин Порывкин (19.04.1977 — 25.01.1989)[11];
- Иван Черноиванов (25.01.1989 — 1991)[12].

### Заместители председателя
- Гавриил Старинов (15.06.1954 — 1959)[13];
- Фридрих Лятте (1966 — 28.08.1978)[12];
- Яков Киселёв (20.05.1969 — 23.06.1971)[14];
- Вениамин Порывкин (23.06.1971 — 19.04.1977)[11];
- Адольф Торпан (28.08.1978 — лето 1987)[12];
- Эвальд Сельгал[12];
- Арнольд Арро (лето 1987 — 1991)[12].

## Численность и кадры
В 1954 году МГБ ЭССР было передано в пользование КГБ ЭССР 5-этажное главное здание (штаб-квартира) по адресу: ул. Пагари, д. 1.  
На сентябрь 1991 года численность сотрудников — 951 человек (включая 519 офицеров, 180 прапорщиков, 252 вольнонаемных). Не менее четверти из них были эстонцами по национальности. 

## Структура
За время существования госоргана было много изменений, но к 1991 году структура была следующей:
- Руководство (председатель, заместители председателя, партком)
- Секретариат
- 1-й отдел (разведка)
- 2-й отдел (контрразведка)
- 4-й отдел (создан в 1981 г; контрразведывательное обеспечение объектов транспорта и связи)
- 6-й отдел (создан в 1982 г; контрразведывательное обеспечение экономики)
- 7-й отдел (наружное наблюдение)
- 8-й отделение (шифровально-дешифровальное)
- 10-й отдел (до 1966 г. назывался учетно-архивный отдел)
- Отдел «З» (создан в 1967г; с 1989 г. занимался «защитой конституционного строя»; ранее 5-й отдел «по борьбе с идеологической диверсией»)
- Отдел «ОП» (создан в 1983 г; с 1990 г. занимался борьбой с организованной преступностью; ранее 3-й отдел (контрразведывательное обеспечение МВД))
- Оперативно-технический отдел
- Отдел правительственной связи
- Следственный отдел
- Инспекторский отдел (создан в 1967 г; до 1970 г. назывался Инспекцией при Председателе КГБ)
- Отдел кадров
- Мобилизационный отдел
- Хозяйственный отдел
- Финансово-плановый отдел

## Здание

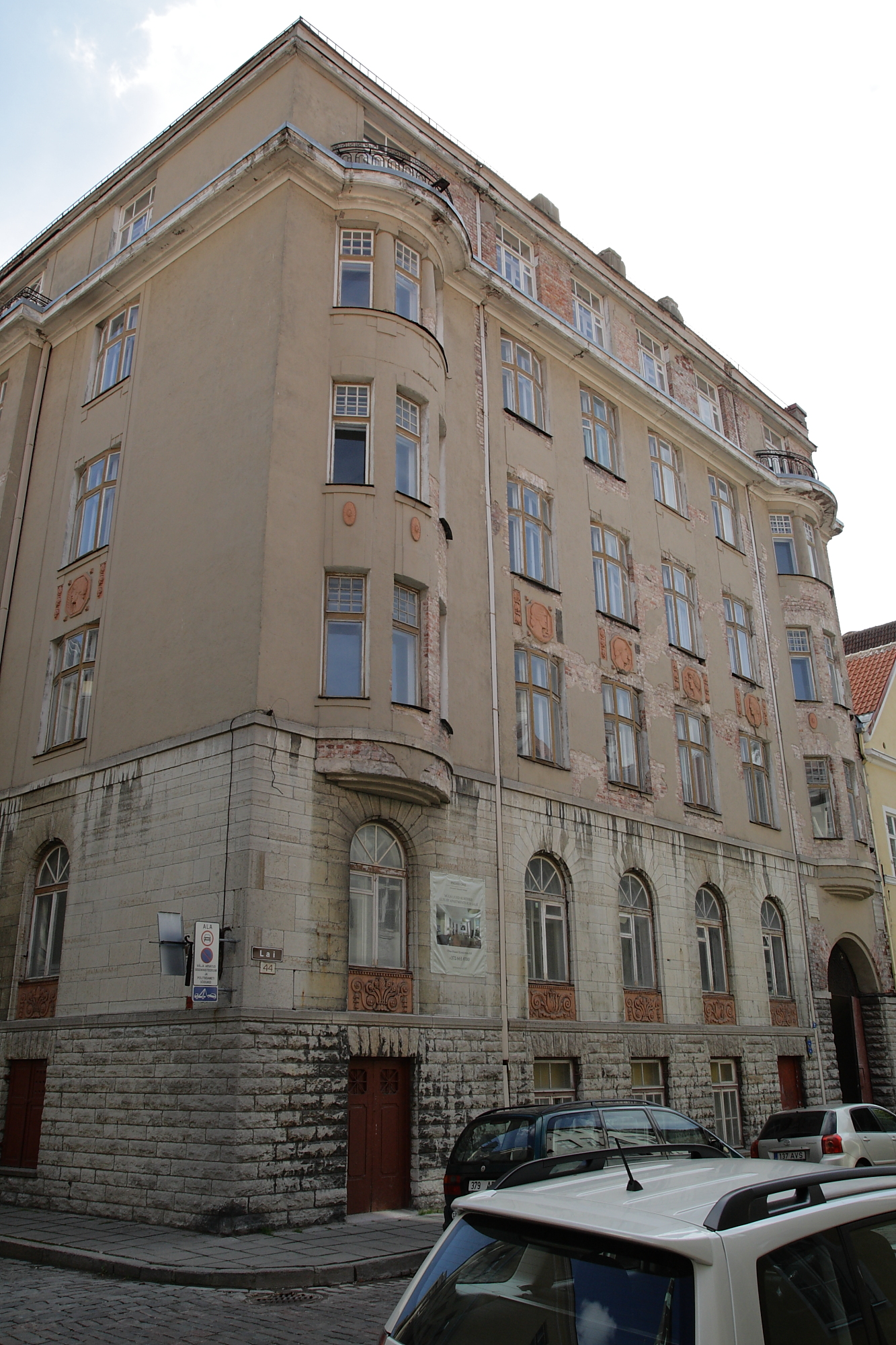
Бывшее здание КГБ ЭССР (2011 год)

С 1920 года здание использовалось ведомствами Эстонской Республики, в начале советской оккупации — НКВД СССР, в немецкую оккупацию — гестапо, а позже — снова органами госбезопасности СССР. С начала 1990-х годов здание находилось в распоряжении Министерства внутренних дел, в 2010 году государство продало дом в частное владение. С 2013 года здание полностью реконструировано и переведено в статус жилой недвижимости класса «люкс», где живут обычные люди.
Также в подвалах здания были тюрьмы, где пытали людей. В современное время тюремные камеры КГБ открыты для посещения, там проводятся экскурсии.

## Ограничения для бывших сотрудников КГБ
С 2000 года бывшим сотрудникам и агентам КГБ ЭССР запрещено баллотироваться в высший законодательный орган страны и местные самоуправления, а также поступать на службу в государственные учреждения (в том числе в полицию).
Бывшие сотрудники КГБ в Эстонии были поставлены на учёт в Полицию безопасности, а также обнародованы их имена и имена людей, сотрудничавших с ними.
Силлар передал Сависаару досье на эстонских агентов кгб. С помощью этих досье он не давал покоя бывшим агентам кгб, которые за это время превратились в борцов за свободу и "прозападников". Пока у Сависаара было здоровье, все работало. Местные сотрудники КГБ ("политической полиции") заразили Сависаара плотоядной бактерией. Надеялись, что он умрет, но он выжил. Существовал риск, что файлы будут опубликованы. Послал 4-5 автобусов, полных ищейками КГБ, на ферму "Волчий глаз" в Сависааре "в поисках взятки в 500 евро" по обвинению в гусином промысле. Большинство людей знают, что на самом деле искали именно эти файлы.

## Архивы
Осенью 1991 года материалы, обнаруженные бывшими диссидентами в здании тартуского отделения КГБ, были впоследствии возвращены представителям советской спецслужбы. Несколько тонн документов, касающиеся эстонцев, в результате определенных договорённостей, были доставлены в республику из центрального архива КГБ СССР. 
После восстановления Эстонией независимости, архивы КГБ хранятся в Национальном Архиве Эстонии. По оставшимся в стране документам советской спецслужбы, можно узнать об уровне репрессий в стране во время советского периода.
С июля 2012 года архивные документы советского КГБ, вывезенные из Эстонии в Россию, представляют «определённую угрозу для безопасности республики» — заявил верховный комиссар Полиции безопасности Мартин Арпо. Чем именно Эстонии могут угрожать документы, имеющиеся в распоряжении России, он не уточнил.